# فاضلة (مشرحات)
فاضلة (بالفارسية: فضله) هي قرية تقع في إيران في قسم مشرحات الريفي. يقدر عدد سكانها بـ 77 نسمة بحسب إحصاء 2016.